# Раджараджа Чола II
Раджараджа Чола II — південноіндійський тамільський імператор Чола. Був співправителем свого батька від 1146 року, а 1150, по смерті Кулотунги Чола II, став самостійним володарем. Його правління виявило ознаки початку занепаду великої династії.